# Хельпи, Леандро
Леа́ндро Хе́льпи (исп. Leandro Gelpi Rosales; 27 февраля 1991, Монтевидео) — уругвайский футболист, вратарь «Эль Танке Сислей» из Монтевидео и в прошлом Олимпийской сборной Уругвая.

## Карьера
Леандро Хельпи — воспитанник Пеньяроля. В Клаусуре 2009 года Хулио Рибас впервые привлёк Хельпи к тренировкам в основном составе, а также начал периодически заявлять Хельпи в качестве резервного вратаря на официальные матчи. При Диего Агирре и Викторе Пуа Хельпи оставался резервным вратарём.
На профессиональном уровне Леандро дебютировал уже в 2012 году. 6 апреля он провёл первый матч в рамках чемпионата Уругвая против «Дефенсор Спортинга», причём сумел сохранить свои ворота «сухими» (игра завершилась со счётом 0:0). Затем Хельпи попал в заявку на игру Кубка Либертадорес против «Атлетико Насьональ». Наконец, 20 апреля Хельпи дебютировал в международных кубках, сыграв весь матч в рамках Кубка Либертадорес против аргентинского «Годой-Круса». «Пеньяроль» выиграл со счётом 4:2, причём команда уступала к 19-й минуте 0:2. В оставшейся части Клаусуры 2012 Хельпи застолбил за собой место основного вратаря «Пеньяроля».
В Апертуре 2012 Хельпи потерял место в основе «Пеньяроля» и в начале 2013 года был отдан в аренду в «Расинг». С 2015 года выступает за «Эль Танке Сислей».
Леандро Хельпи был в заявке на неудачном для Уругвая Молодёжном чемпионате мира 2011 года, но в Колумбии он выполнял функцию резервного вратаря (после Сальвадора Ичасо). В середине 2012 года Оскар Вашингтон Табарес, тренер основной сборной Уругвая, возглавивший Олимпийскую футбольную команду, включил Хельпи в заявку сборной на Олимпийский футбольный турнир. На этом турнире он рассматривался в качестве запасного вратаря уругвайцев.